# Nuria González
Nuria González Moreno (Málaga, 16 de mayo de 1962) es una actriz y presentadora de televisión española.

## Trayectoria
Empezó en el teatro a la edad de 17 años en su ciudad natal, Málaga. Posteriormente, estudió la carrera de Arte dramático en la Escuela Superior de Arte Dramático de Málaga, compaginándolo con su trabajo en Radio Torcal-Radio Málaga Melodía, donde trabajó cuatro años.
A la edad de 25 años, abandona Málaga y se instala en Madrid, donde es contratada por Pepe Navarro para su programa de La 1, El día por delante; con Navarro trabajaría casi una década después en Esta noche cruzamos el Mississippi en Telecinco.
Desde su llegada a Madrid en 1987, ha trabajado en varias películas, obras de teatro, concursos, series y programas de televisión. No obstante, son sus trabajos televisivos los que le han otorgado mayor fama, especialmente, es conocida por sus papeles de Adela en Manos a la obra, Candela en Los Serrano y Clara en Física o química. Presentó el concurso El rival más débil y colaboró en los espacios de humor La corriente alterna y El club de la comedia, interpretando varios monólogos.
También ha participado en series como Todos los hombres sois iguales, Padre coraje, o ¿Quién da la vez?, y en obras de teatro como 5mujeres.com, que se representó en el Teatro Alcázar de Madrid y otras como Bodas de sangre, Cinco cubiertos, Tres, Fiestas gordas del vino y del tocino, Orgía, María Sarmiento, El florido Pensil, etc. Su carrera cinematográfica abarca títulos como Perro, ¿qué miras? (1995), El amor perjudica seriamente la salud (1996), Los 7 pecados capitales (1997), Señores de Gardenia (1998), El milagro de P. Tinto (1998), Gente pez, (2001) y Torremolinos 73 (2002), entre otras.
Ha recibido el premio a mejor actriz secundaria por El Calentito en el Festival de Málaga. Y en 2008 obtuvo una nominación al Goya como mejor actriz de reparto por la película Mataharis.
En 2014, ficha por la serie Rabia, que se estrena en 2015 en Cuatro, donde interpreta a Nieves Aranda, una mujer infectada de rabia que huye con el resto de contagiados y se esconden en una nave a las afueras para no ser detenidos y sometidos a experimentos.
En 2019 tiene un papel recurrente en la serie de Telecinco y Prime Video, Señoras del (h)AMPA, donde interpreta a Begoña Cepeda.
En 2021 interpreta a María Salcedo en la serie de HBO España 30 monedas.

## Filmografía

### Cine
| Año  | Título                                | Director              | Personaje             |
| ---- | ------------------------------------- | --------------------- | --------------------- |
| 1996 | El amor perjudica seriamente la salud | Manuel Gómez Pereira  | Azafata               |
| 1998 | El milagro de P. Tinto                | Javier Fesser         | Madrastra de Joselito |
| 2001 | Gente pez                             | Jorge Iglesias        | Chica backstage       |
| 2003 | Torremolinos 73                       | Pablo Berger          | Señora de Romerales   |
| 2005 | El Calentito                          | Chus Gutiérrez        | Antonia               |
| 2006 | La semana que viene (sin falta)       | Josetxo San Mateo     | Inés González         |
| 2007 | Mataharis                             | Icíar Bollaín         | Carmen                |
| 2007 | Pudor                                 | Tristán Ulloa         | Pilar                 |
| 2022 | Llenos de gracia                      | Roberto Bueso         | Julia                 |
| 2024 | Un baño propio                        | Lucía Casañ Rodríguez | Antonia               |

### Televisión

#### Series
| Año        | Título                                        | Personaje                | Notas         |
| ---------- | --------------------------------------------- | ------------------------ | ------------- |
| 1991       | Crónicas urbanas                              |                          | 1 episodio    |
| 1994-1996  | El sexólogo                                   | Margarita                | 13 episodios  |
| 1996-1997  | Éste es mi barrio                             | Puri                     | 31 episodios  |
| 1998-2000  | Manos a la obra                               | Adela Castañeja          | 103 episodios |
| 2000-2001  | El botones Sacarino                           | Tatu                     | 13 episodios  |
| 2002       | Padre coraje                                  | Prostituta alcohólica    | 3 episodios   |
| 2003-2006  | Los Serrano                                   | Candela Blanco Fernández | 84 episodios  |
| 2005       | Maneras de sobrevivir                         | Nuria                    | 1 episodio    |
| 2006       | Películas para no dormir: Para entrar a vivir | Portera                  | Telefilme     |
| 2008-2011  | Física o química                              | Clara Yanes Mediavilla   | 68 episodios  |
| 2015       | Rabia                                         | Nieves Aranda Gutiérrez  | 8 episodios   |
| 2018       | Matar al padre                                | Mireia                   | 2 episodios   |
| 2019-2020  | Señoras del (h)AMPA                           | Begoña Cepeda            | 11 episodios  |
| 2020       | ByAnaMilán                                    | Monja                    | 1 episodio    |
| 2021; 2023 | 30 monedas                                    | María Salcedo            | 11 episodios  |
| 2023       | La red púrpura                                | Rocío Narváez            | 5 episodios   |

#### Programas
| Año       | Título                             | Notas        |
| --------- | ---------------------------------- | ------------ |
| 1989-1990 | El día por delante                 | Humorista    |
| 1992-1993 | Vivir, vivir... qué bonito         | Humorista    |
| 1993-1994 | Todo va bien                       | Colaboradora |
| 1995-1996 | Esta noche cruzamos el Mississippi | Colaboradora |
| 2002      | La corriente alterna               | Humorista    |
| 2002-2003 | El rival más débil                 | Presentadora |
| 2003      | Haz el amor y no la guerra         | Presentadora |
| 2003-2004 | El club de la comedia              | Humorista    |

### Cortometrajes
| Año  | Título                      | Director           | Personaje  |
| ---- | --------------------------- | ------------------ | ---------- |
| 1995 | Perro, ¿qué miras?          | José Barrio        | Novia      |
| 1997 | Los siete pecados capitales | Juan Carlos Claver | Envidia    |
| 1998 | Señores de Gardenía         | Antoni Aloy        | Peluquera  |
| 2008 | 219                         | Miguel del Barrio  | Camarera   |
| 2016 | Los chimplonitos            | Alberto Pons       | Nigromante |

## Premios y nominaciones
Festival de Málaga
| Año  | Categoría                              | Película     | Resultado |
| ---- | -------------------------------------- | ------------ | --------- |
| 2005 | Premio AISGE al mejor actor revelación | El Calentito | Ganadora  |

Unión de Actores y Actrices
| Año  | Categoría                       | Película  | Resultado |
| ---- | ------------------------------- | --------- | --------- |
| 2008 | Mejor actriz secundaria de cine | Mataharis | Ganadora  |

Premios Goya
| Año  | Categoría                                | Película  | Resultado |
| ---- | ---------------------------------------- | --------- | --------- |
| 2008 | Mejor interpretación femenina de reparto | Mataharis | Nominada  |

Medallas del Círculo de Escritores Cinematográficos
| Año  | Categoría               | Película  | Resultado |
| ---- | ----------------------- | --------- | --------- |
| 2007 | Mejor actriz secundaria | Mataharis | Nominada  |